# Helmuth Schulze-Fielitz
Helmuth Schulze-Fielitz (* 1. März 1947 in Goslar) ist ein deutscher Professor für Öffentliches Recht, Umweltrecht und Verwaltungswissenschaften.

## Leben
Helmuth Schulze-Fielitz studierte von 1966 bis 1977 an den Universitäten Göttingen, Frankfurt am Main und Marburg Rechts- und Sozialwissenschaften, seine juristische Promotion erfolgte in Augsburg. Im Jahr 1986 wurde er in Bayreuth für Öffentliches Recht habilitiert.
Nach verschiedenen Lehrstuhlvertretungen wirkte Schulze-Fielitz ab 1989 als Professor an der Fakultät für Wirtschafts- und Organisationswissenschaften der Universität der Bundeswehr München. Im Wintersemester 1994/95 übernahm er den Lehrstuhl für Öffentliches Recht, Umweltrecht und Verwaltungswissenschaften an der Juristischen Fakultät der Universität Würzburg. Seit April 2012 ist er im Ruhestand. Im Studienjahr 2003/2004 war er Fellow am Wissenschaftskolleg zu Berlin. Im Rahmen der akademischen Selbstverwaltung bekleidete er von 1999 bis 2001 das Amt des Dekans und von 2001 bis 2003 Studiendekan der Juristischen Fakultät.
Er ist Mitglied in der Vereinigung der Deutschen Staatsrechtslehrer e. V. Nachdem er bereits von 2002 bis 2003 das Amt des stellvertretenden Vorsitzenden bekleidet hatte, wurde er auf der Mitgliederversammlung 2007 für die Jahre 2008 und 2009 zum Vorsitzenden gewählt. Seit der Gründung der Stiftung Umweltenergierecht am 1. März 2011 ist Schulze-Fielitz Vorsitzender des Stiftungsrates. 2018 erhielt Schulze-Fielitz ist die Verdienstmedaillen „Bene Merenti“ in Gold der Julius-Maximilians-Universität Würzburg u. a. für „sein herausragendes Engagement um die Förderung des Wissenschaftsstandorts Würzburg“.
Schulze-Fielitz ist verheiratet und hat drei Kinder.

## Werke (Auswahl)
- Sozialplanung im Städtebaurecht – am Beispiel der Stadterneuerung, Königstein, 1979, XXI, 458 Seiten (Universität Augsburg, Dissertation).
- Der informale Verfassungsstaat. Aktuelle Beobachtungen des Verfassungslebens der Bundesrepublik Deutschland im Lichte der Verfassungstheorie, Berlin 1984, 176 Seiten.
- Theorie und Praxis parlamentarischer Gesetzgebung – besonders des 9. Deutschen Bundestages (1980–1983), Berlin 1988, XXXI, 662 Seiten (Universität Bayreuth, Habilitationsschrift).
- Staatsrechtslehre als Mikrokosmos. Bausteine zu einer Soziologie und Theorie der Wissenschaft des Öffentlichen Rechts, Tübingen 2013, VIII, 506 Seiten und 26 Seiten Ausklapptafeln.
- Die Wissenschaftskultur der Staatsrechtslehre im Spiegel der Geschichte ihrer Vereinigung, Mohr Siebeck, Tübingen 2022, ISBN 978-3-16-160977-0.

Vollständiges Literaturverzeichnis. Stand: 1. Januar 2022